# Iwona Loranc
Iwona Loranc (ur. 7 stycznia 1969 w Bielsku-Białej) – polska piosenkarka, aktorka, związana z Teatrem Buffo i Teatrem Komedia w Warszawie.

## Życiorys
Z wykształcenia animator filmów rysunkowych. Zadebiutowała w 1999 roku w Piwnicy Zamkowej w Bielsku-Białej w wyniku czego zaproponowano jej rolę w sztuce teatralnej na podstawie powieści Czyż nie dobija się koni? Horace McCoya, wystawioną w bielskim Teatrze Polskim.
W 2002 roku otrzymała Grand Prix na PPA we Wrocławiu, Grand Prix na SFP w Krakowie, FAMA w Świnoujściu, Grand Prix na Festiwalu Piosenki Artystycznej w Rybniku, oraz liczne pierwsze nagrody na festiwalach poezji i piosenki artystycznej. Za szczególne osiągnięcia w roku 2002 otrzymała Nagrodę Prezydenta Miasta Bielska-Białej IKAR.
Nagrała sześć albumów solowych: Tricolor (2003), Znaki na niebie (2004), Loranc śpiewa Jakubczak (2008), Leśmian (2013), Brzegi (2016) i Dwie drogi - Piosenki Marii Koterbskiej (2023) oraz trzy z Grzegorzem Tomczakiem.
W 2009 roku utwór Szukałem Cię wśród jabłek wykonany w duecie z Grzegorzem Tomczakiem utrzymywał się na 1. miejscu Listy Przebojów Radiowej Trójki przez kilka tygodni.

## Dyskografia

### Albumy
- Tricolor – Tricolor (2003)
- Iwona Loranc – Znaki na niebie (2004)
- Iwona Loranc – Loranc śpiewa Jakubczak (2008)
- Iwona Loranc – Leśmian (2013)
- Iwona Loranc – Brzegi (2016)[1]
- Iwona Loranc & Grzegorz Tomczak – O!powieści o kobietach (2017)
- Iwona Loranc & Grzegorz Tomczak – Opowieści o mężczyznach (2019)
- Iwona Loranc & Grzegorz Tomczak – Tequila i sól (2021)
- Iwona Loranc – Dwie drogi - Piosenki Marii Koterbskiej (2023)

### Inne nagrania
- Katarzyna Groniec, Iwona Loranc, Mariusz Lubomski, Ryszard Wojciul – O duszo wszelka – Pieśni wielkopostne (2007)[2]
- Grzegorz Tomczak – Miłość to za mało (utwór pt. Szukałem Cię wśród jabłek) (2008)[3]

## Kompilacje
- Smooth Jazz Cafe vol. 15
- Marian Opania: Cohen – Nohavica[4]
- Stop klatka – piosenki Jonasza Kofty
- Sześć oceanów – piosenki Agnieszki Osieckiej[5]
- Konieczność miłości – piosenki Zygmunta Koniecznego
- Gwiazdko świeć nam mocniej – kantata bożonarodzeniowa
- Laureaci PPA we Wrocławiu 1976 – 2003 vol. 1[6]
- Gitarą i piórem 3[7]
- Po Polsku o Miłości 2[8]
- La Vie Est Une Chanson – Nad Wisłą
- Dobre Piosenki – Bułat Okudżawa[9]
- Dobre Piosenki – Jaromir Nohavica[10]
- Dobre Piosenki – Tom Waits[11]
- Dobre Piosenki – Agnieszka Osiecka

## Spektakle
- Czyż nie dobija się koni Mc. Coya w reż. Tomasza Dutkiewicza – Teatr Polski w Bielsku-Białej
- Najlepsze z Najlepszych[12] w reż. Tomasza Dutkiewicza – Teatr Polski w Bielsku-Białej, Teatr Komedia w Warszawie
- Best of the Best w reż. Tomasza Dutkiewicza – Teatr Polski w Bielsku-Białej, Teatr Komedia w Warszawie
- Alchemik[13] Paula Coelho w reż. Jacka Andruckiego – Teatr Polski w Bielsku-Białej
- Noce sióstr Bronte w reż. Jacka Andruckiego – Scena Polska, Czeski Cieszyn
- Songi Bertolta Brechta w reż. Tomasza Dutkiewicza – Teatr Polski w Bielsku-Białej, Teatr Komedia w Warszawie
- Słowacki w reż. Kuby Abrahamowicza – Teatr Polski w Bielsku-Białej
- Historyja o chwalebnym Zmartwychwstaniu Pańskim[14] w reż. Wiesława Komasy – Teatr Polski w Bielsku-Białej
- Nie kochać w taką noc…[15] w reż. Janusza Legonia – Teatr Polski w Bielsku-Białej
- Stop-klatka z piosenkami Jonasza Kofty w reż. Jerzego Satanowskiego – Teatr Atelier im. Agnieszki Osieckiej w Sopocie
- Korowód wg Marka Grechuty[16] w reż. Roberta Talarczyka – Teatr Polski w Bielsku-Białej
- Do łez[17] w reż. Roberta Talarczyka – Teatr Polski w Bielsku-Białej
- Kometa czyli ten okrutny XX w. z piosenkami Jaromira Nohavicy w reż. Roberta Talarczyka i Mirosława Neinerta – Teatr Korez w Katowicach
- Pokój kameleon[18] w reż. Jerzego Moszkowicza – Centrum Sztuki Dziecka w Poznaniu
- Zaduszki – Wyspiański[19] w reż. Krzysztofa Orzechowskiego – Teatr im. Juliusza Słowackiego w Krakowie
- Halucynacje[20] w reż Wojciecha Kościelniaka – Teatr Piosenki we Wrocławiu
- Cohen – Nohavica[21] w reż. Mariana Opani – Teatr Buffo w Warszawie

## Filmografia
- Ławeczka[22] w reż. Macieja Żaka – ścieżka dźwiękowa (wokalizy, piosenka finałowa Znaki na niebie z Kubą Badachem)
- Strefa zmierzchu[23] w reż. Franciszka Dzidy – piosenka Liście